# Dyminy (gromada)
Dyminy – dawna gromada, czyli najmniejsza jednostka podziału terytorialnego Polskiej Rzeczypospolitej Ludowej w latach 1954–1972.
Gromady, z gromadzkimi radami narodowymi (GRN) jako organami władzy najniższego stopnia na wsi, funkcjonowały od reformy reorganizującej administrację wiejską przeprowadzonej jesienią 1954 do momentu ich zniesienia z dniem 1 stycznia 1973, tym samym wypierając organizację gminną w latach 1954–1972.
Gromadę Dyminy z siedzibą GRN w Dyminach (od 1979 dzielnica Kielc o nazwie Dyminy, oprócz niewielkiej części utożsamionej z wsią Dyminy-Granice) utworzono – jako jedną z 8759 gromad na obszarze Polski – w powiecie kieleckim w woj. kieleckim, na mocy uchwały nr 13c/54 WRN w Kielcach z dnia 29 września 1954. W skład jednostki weszły obszary dotychczasowych gromad Dyminy, Leśniówka i Posłowice (bez stacji kolejowej Sitkówka, osady letniskowej Słowik-Willa i przystanku kolejowego Słowik) ze zniesionej gminy Dyminy w tymże powiecie. Dla gromady ustalono 18 członków gromadzkiej rady narodowej.
31 grudnia 1961 do gromady Dyminy przyłączono wieś Bilcza i leśniczówkę Chodcza ze zniesionej gromady Bilcza.
1 stycznia 1966 z gromady Dyminy wyłączono część obszaru pod nazwą "Stadion", włączając ją do miasta Kielce (na prawach powiatu).
Gromada przetrwała do końca 1972 roku, czyli do kolejnej reformy gminnej.